# Weapon Plus
Weapon Plus (parfois appelé « Arme plus »), est un programme gouvernemental secret de fiction appartenant à l'univers Marvel de la maison d'édition Marvel Comics. Créé par le scénariste Grant Morrison et le dessinateur Igor Kordey, le programme apparaît pour la première fois dans le comic book New X-Men #128 en août 2002.
Le programme Weapon Plus a pour objectif la création de super-soldats destinés à combattre dans les guerres du futur, en particulier lors de guerres mutants-humains. Weapon X, le programme le plus connu de l’organisation, était à l’origine la dixième installation, mais a fini par se diversifier et est devenu un programme indépendant, ayant des objectifs similaires.
L'introduction de Weapon Plus par Grant Morrison a également permis de recueillir de nouvelles informations sur les origines du programme Weapon X, de Captain America et d'autres super-soldats de Marvel Comics comme Wolverine.

## Origines fictionnelles
Durant les années 1940, le gouvernement américain commença à remarquer l'apparition de mutants, prochain maillon de l'humanité et risque pour la sécurité mondiale. Il subventionna alors secrètement la fondation du Programme Weapon Plus. À l'insu de tous, le directeur n'était autre qu'un organisme microscopique conscient voué à la destruction des mutants (incarné en John Sublime), car il ne pouvait les posséder à cause de la mutation génétique.
Les neuf premiers projets de Weapon Plus furent plus ou moins des réussites technologiques, scientifiques et génétiques. Pour créer un garde-fou, le Programme bâtit le Monde, un laboratoire géant basé sur la technologie des Sentinelles de Bolivar Trask.

## Programmes

### Weapon 0
Le projet Renaissance démarra en tant que collaboration entre chercheurs américains, allemands, et britanniques, menés par les docteurs Reinstein et Koch. Au début de la Seconde Guerre mondiale, Koch s'empara du programme allemand, et Josef Reinstein (Erskine) partit travailler aux États-Unis.
Weapon 0, l'Arme Nulle, est élaborée trop vite et rapidement annulée. Elle se focalisait sur l'utilisation d'améliorations biologiques pour augmenter les capacités des soldats, les transformants en armes vivantes. Les créations monstrueuses coûtaient trop cher en maintenance et en transport, donc le programme fut arrêté. Wolverine rencontra quatre succès de ce programme : Slammer, Blowtorch, Cypher et Bipolar.

### Weapon I
Le « Projet Renaissance » (« Project: Rebirth »), dirigé par le professeur Josef Reinstein (celui-ci ayant pris lors du projet le nom de code d'Abraham Erskine (en)), produisit le sérum du Super-Soldat. Toutefois, Erskine fut assassiné quelques instants après avoir procédé aux derniers ajustements, et la formule fut perdue à jamais. Le seul bénéficiaire fut Captain America. À sa mort, Koch reprit la direction.
Deux autres sujets sont connus : Clinton McIntyre (alias Protocide) qui fut conservé en animation suspendue, puis ré-animé par l'AIM, et la Reine, une mutante. Des tentatives furent faites pour raffiner le sérum et celui-ci fut testé sur 300 soldats afro-américains qui furent pris du camp Cathcart et soumis à des expériences potentiellement fatales dans un lieu tenu secret. Les familles des trois cents soldats furent informés qu'ils étaient morts au combat. Isaiah Bradley fut le seul survivant.
Presque toutes les autres tentatives au cours du XXe siècle échouèrent. Mais on trouve toutefois un succès en la personne de Josiah X, le fils d'Isaiah.

### Weapon II, III et IV
Ces projets menèrent des expérimentations sur un homme et des animaux.

### Weapon V et VI
Ces projets menèrent des expérimentations sur des minorités ethniques.

### Weapon VII
Aussi appelé « Projet Homegrown », ce projet menèrent des expérimentations sur des vétérans du Vietnam. On compte parmi les sujets Andrew Perlmutter, Michael Labash, John Walsh, James McPherson et 14 autres. La seule Arme issue de Weapon VII est Nuke, un soldat gavé de stéroïdes. Logan, travaillant pour le compte de l'Arme Plus, kidnappa le jeune soldat et le tortura pour le conditionner.
Weapon VII fut la première arme à expérimenter l'alliage adamantium-os, ce qui aida par la suite à créer Cyber.
Le Royaume-Uni eut sa propre cellule de travail et développa une équipe Black Ops (les Super-soldats de Black Budget) : Alec « Dauntless » Dalton, Owen « Gog » Llewelyn, Guvnor, Dreadnaught, Lee « Revenge » Childs, Kenneth « Victory » Wright, Joseph « Invincible » Hauer, et Oscar « Challenger » Black. Il en existerait quelques autres.
La Mercy Corporation, une cellule britannique du SHIELD avait sa propre unité, créée à partir d'essais sur le sérum de Weapon I : Jack Reno, Keel et Kyle, les agents Villarosa, Davis et Milo. La cellule fut plus tard dissoute.

### Weapon VIII et IX
Weapon VIII essaya de créer des soldats améliorés utilisant des combinaisons hi-tech. Weapon Alpha (alias Guardian) fut le seul succès.
Weapon IX était très similaire à son prédécesseur. Mais au lieu de travailler sur des armures augmentant la force et la résistance, elle ciblait plus la physiologie des sujets. Dans Wolverine : The end, on apprend que John Howlett III, le frère aîné de Logan était l'Arme IX. L'histoire n'est toutefois pas officielle, car elle est basée sur un futur possible de la Terre-616.

### Weapon X
L'Arme X est le mutant Wolverine, ancien agent de la CIA transformé de force par une équipe de chercheurs, dont Cornelius. Il y eut d'autres sujets chez Weapon X, comme Silver Fox, John Wraith, Victor Creed (Dents-de-sabre) et Aldo Ferro. Bien que l'on ignore si le facteur de régénération était inné ou induit chez les sujets, tous sans exception reçurent des implants mémoriels destinés à effacer leurs souvenirs.

### Weapon XI
Rien n'est connu de ce programme, bien que Daken soit parfois surnommé l'Arme XI, ainsi que Wade dans le film Wolverine-Origine qui est aussi nommé Deadpool après avoir subi le programme de l'arme XI[réf. nécessaire]

### Weapon XII
Le Chasseur (Huntsman (en), Zona Cluster 6) fut le produit de ce programme basé en Angleterre. Il fut la première arme vivante nanotechnologique à employer l'évolution artificielle. Weapon XII fut relâché dans le tunnel sous la Manche et combattit la X-Corps, tuant Darkstar. Il fut éliminé par Fantomex, avec l'aide de Jean Grey et du Professeur Xavier.
Le projet prévoyait dans sa forme finale de former une équipe de super-sentinelles basées dans une station spatiale.

### Weapon XIII
Fantomex (Charlie Cluster 7) fut créé à partir de la technologie nanite de Weapon XII dans le laboratoire du « Monde ». Il se révolta contre ses créateurs. Plus tard, il rejoignit X-Force.

### Weapon XIV
Dans New X-Men #154 en 2004, les Cinq-en-Une furent identifiées comme l'Arme XIV.

### Weapon XV
La dernière création de Weapon Plus se nomme Ultimaton, censé être le plus puissant de toutes les Super-Sentinelles. Il fut tué par Wolverine dans la station spatiale de l'Arme Plus.